# One of Us (bài hát của Joan Osborne)
"One of Us" là một bài hát của nghệ sĩ thu âm người Mỹ Joan Osborne nằm trong album phòng thu đầu tay của cô, Relish (1995). Nó được phát hành vào ngày 29 tháng 2 năm 1995 như là đĩa đơn đầu tiên trích từ album bởi Blue Gorilla Records và Mercury Records ở nhiều thị trường khác nhau, đồng thời là đĩa đơn đầu tay trong sự nghiệp của Osbourne. "One of Us" được viết lời bởi Eric Bazilian, trong khi phần sản xuất được đảm nhận bởi Rick Chertoff. Đây là một bản pop rock với nội dung đề cập đến nhiều khía cạnh khác nhau về niềm tin của mỗi người đối với Thiên Chúa qua việc đặt ra nhiều câu hỏi liên quan đến Thiên Chúa.
Sau khi phát hành, "One of Us" nhận được những phản ứng tích cực từ các nhà phê bình âm nhạc, trong đó họ đánh giá nội dung lời bài hát cũng như quá trình sản xuất của nó. Bài hát còn nhận được ba đề cử giải Grammy cho Thu âm của năm, Bài hát của năm và Trình diễn giọng pop nữ xuất sắc nhất tại lễ trao giải thường niên lần thứ 38. "One of Us" cũng gặt hái những thành công đáng kể về mặt thương mại, đứng đầu các bảng xếp hạng ở Úc, Canada và Thụy Điển, và lọt vào top 10 ở những quốc gia khác, bao gồm vươn đến top 5 ở nhiều thị trường lớn như Bỉ, Đan Mạch và Na Uy. Tại Hoa Kỳ, nó đạt vị trí thứ tư trên bảng xếp hạng Billboard Hot 100, trở thành đĩa đơn đầu tiên của Osborne vươn đến top 10 tại đây, cũng như là đĩa đơn duy nhất trong sự nghiệp của cô lọt vào bảng xếp hạng.
Video ca nhạc cho "One of Us" được đạo diễn bởi Mark Seliger và Fred Woodward, trong đó bao gồm những hình ảnh Osborne trình diễn bài hát trước camera, bên cạnh những hình ảnh trừu tượng khác nhau như tàu lượn siêu tốc, đu quay và Hồ cá New York dưới phông nền ám vàng. Để quảng bá bài hát, nữ ca sĩ đã trình diễn nó trên nhiều chương trình truyền hình và lễ trao giải lớn, như Saturday Night Live, Late Show with David Letterman, The Tonight Show with Jay Leno, Top of the Pops và giải Grammy lần thứ 38. Được ghi nhận là bài hát trứ danh của Osborne, "One of Us" đã xuất hiện trong nhiều tác phẩm điện ảnh và truyền hình, bao gồm Homicide: Life on the Street, Vanilla Sky, Austin Powers: The Spy Who Shagged Me và được sử dụng làm bài hát chủ đề cho Joan of Arcadia, cũng như được hát lại bởi nhiều nghệ sĩ như Prince và dàn diễn viên của Glee.

## Danh sách bài hát
Đĩa CD tại châu Âu
1. "One of Us" (radio chỉnh sửa) – 4:16
2. "One of Us" (bản album) – 5:21

Đĩa CD tại Anh quốc
1. "One of Us" (radio chỉnh sửa) – 4:16
2. "Dracula Moon" – 6:21
3. "One of Us" (bản album) – 5:21
4. "Crazy Baby" (trực tiếp) – 8:06

Đĩa CD tại Hoa Kỳ
1. "One of Us" – 5:21
2. "Dracula Moon" – 6:21

## Xếp hạng
| Bảng xếp hạng (1995-96)               | Vị trí cao nhất |
| ------------------------------------- | --------------- |
| Úc (ARIA)                             | 1               |
| Áo (Ö3 Austria Top 40)                | 13              |
| Bỉ (Ultratop 50 Wallonia)             | 4               |
| Bỉ (Ultratop 50 Flanders)             | 1               |
| Canada (RPM)                          | 1               |
| Canada Adult Contemporary (RPM)       | 5               |
| Canada Rock/Alternative (RPM)         | 1               |
| Đan Mạch (Tracklisten)                | 2               |
| Châu Âu (European Hot 100 Singles)    | 7               |
| Phần Lan (Suomen virallinen lista)    | 19              |
| Pháp (SNEP)                           | 10              |
| Đức (Official German Charts)          | 18              |
| Ireland (IRMA)                        | 8               |
| Hà Lan (Dutch Top 40)                 | 12              |
| Hà Lan (Single Top 100)               | 14              |
| New Zealand (Recorded Music NZ)       | 11              |
| Na Uy (VG-lista)                      | 2               |
| Thụy Điển (Sverigetopplistan)         | 1               |
| Anh Quốc (OCC)                        | 6               |
| Hoa Kỳ Billboard Hot 100              | 4               |
| Hoa Kỳ Adult Contemporary (Billboard) | 20              |
| Hoa Kỳ Adult Pop Airplay (Billboard)  | 16              |
| Hoa Kỳ Alternative Songs (Billboard)  | 7               |
| Hoa Kỳ Pop Airplay (Billboard)        | 2               |

| Bảng xếp hạng (1995)                 | Vị trí |
| ------------------------------------ | ------ |
| Canada Rock/Alternative (RPM)        | 30     |
| Bảng xếp hạng (1996)                 | Vị trí |
| Australia (ARIA)                     | 6      |
| Belgium (Ultratop 50 Flanders)       | 8      |
| Belgium (Ultratop 50 Wallonia)       | 16     |
| Canada (RPM)                         | 16     |
| Canada Adult Contemporary (RPM)      | 50     |
| Canada Rock/Alternative (RPM)        | 46     |
| Europe (European Hot 100 Singles)    | 26     |
| France (SNEP)                        | 55     |
| Germany (Official German Charts)     | 67     |
| Japan (Tokyo Hot 100)                | 32     |
| Netherlands (Dutch Top 40)           | 69     |
| Norway Spring Period (VG-lista)      | 2      |
| Norway Winter Period (VG-lista)      | 13     |
| Sweden (Sverigetopplistan)           | 31     |
| UK Singles (Official Charts Company) | 63     |
| US Billboard Hot 100                 | 30     |

| Bảng xếp hạng (1990–1999)      | Xếp hạng |
| ------------------------------ | -------- |
| Belgium (Ultratop 50 Flanders) | 100      |

## Chứng nhận
| Quốc gia                                                                           | Chứng nhận | Số đơn vị/doanh số chứng nhận |
| ---------------------------------------------------------------------------------- | ---------- | ----------------------------- |
| Úc (ARIA)                                                                          | Bạch kim   | 70.000^                       |
| Na Uy (IFPI)                                                                       | Bạch kim   | 50,000*                       |
| Hoa Kỳ (RIAA)                                                                      | Vàng       | 500.000^                      |
| * Chứng nhận dựa theo doanh số tiêu thụ. ^ Chứng nhận dựa theo doanh số nhập hàng. |            |                               |